# Johann Conrad Deuerlein

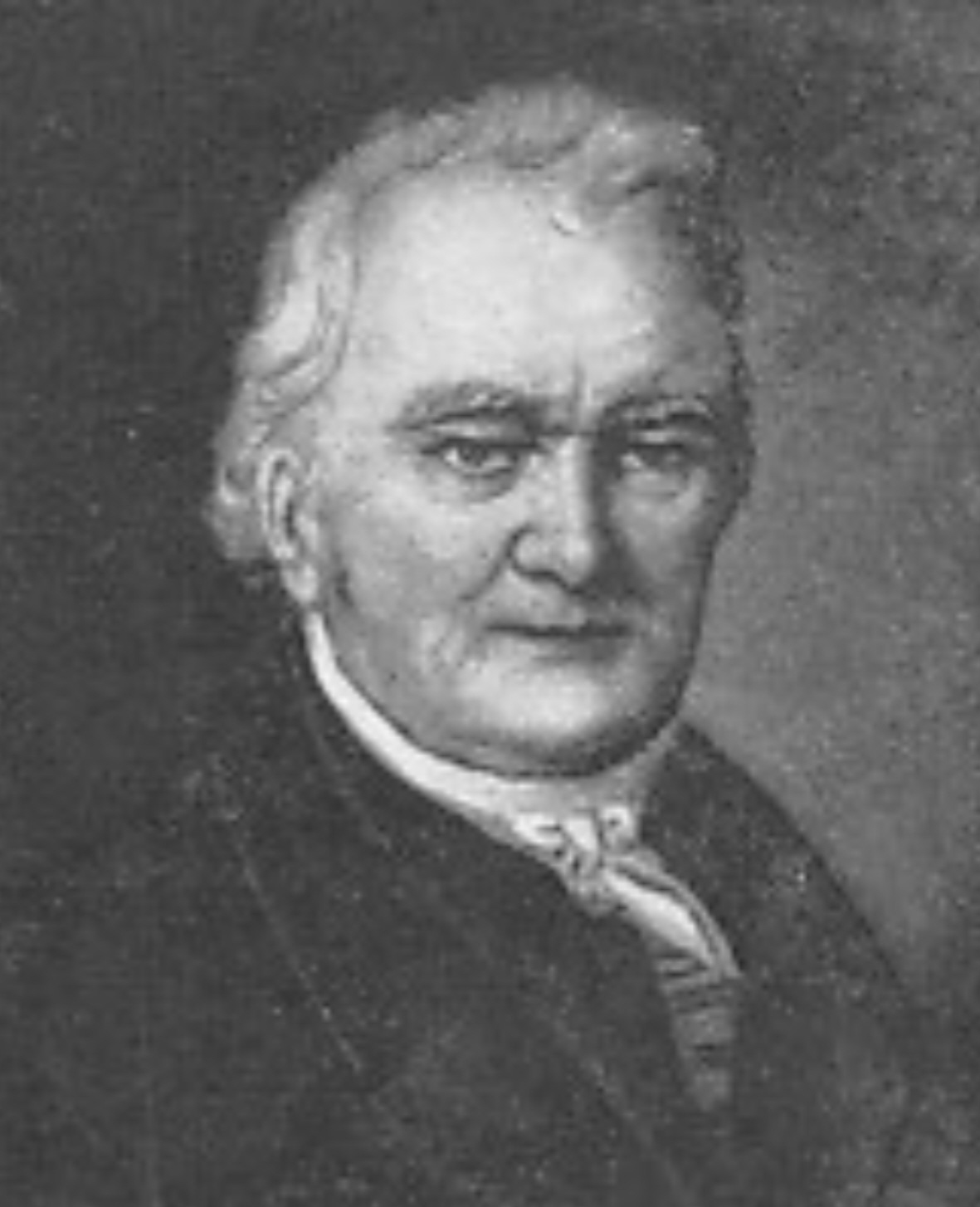
Johann Conrad Deuerlein (1835)

Johann Conrad Deuerlein (gelegentlich auch Deuerlin, * 6. Juni 1761 in Diepersdorf; † in der Nacht vom 24. auf den 25. März 1838 in Lübeck) war der letzte Lübecker Ratskellermeister.

## Leben
Johann Conrad Deuerlein, Sohn des Bauernehepaars Johannes (1716–1779) und Kunigunde Deuerlein (1720–1784), erlernte von 1783 bis 1785 als Lehrling in Leinburg das Handwerk des Küfers und Weinküfers. Von 1785 bis 1790 war er in Nürnberg Küfergeselle, dann bis 1797 in Frankfurt am Main. Durch Empfehlung kam er 1797 an den Ratskeller zu Lübeck.
Nach dem Tod des bisherigen Amtsinhabers wurde Deuerlein 1803 zum Ratskellermeister ernannt; 1811 pachtete er den Ratskeller. Er verstarb 1838 unverheiratet in seiner Wohnung im heute nicht mehr existierenden Haus Schüsselbuden Nr. 26. Nach ihm wurde vom Rat kein neuer Ratskellermeister ernannt, das Amt wurde aufgehoben.